# 鼓吹司
鼓吹司（くすいし/つづみのふえのつかさ）は、律令制において兵部省に属する機関の一つで、鼓吹を調習した。

## 職掌
律令制下の軍を指揮するための、鼓吹による信号体系の「陣法」を教習したもので、鼓吹戸が所属し、鼓吹師・鼓吹生も所属していたことが、『令集解』「古記」に記されている。軍団でも同じ陣法に基づいて兵士を訓練することになっており、毎月3月1日に「鼓吹司試生儀」を行うことになっていた。
「吹」は大角・小角を指し、軍旅を整えるのに吹角を本とし、征戦には鉦鼓を先とし、喪葬令によると、親王・三位の貴族・大納言以上の葬送には鉦鼓を用いるとなっている。
正・佑・大令史・少令史各一名の四等官、および使部10人、直丁と鼓吹戸から構成されており、鼓吹戸は調を免除されている。延暦15年（796年）に伴部として吹部34人を設け、同19年に大笛長上を廃して、鉦鼓長上を置き、官位は吹角長上と同じにしたとなっている。大同3年（808年）、治部省喪儀司を併せ、翌年史生を2名新しく設置したが、寛平8年（896年）、左右兵庫・造兵の2司とともに兵庫寮となった。

## 職員
- 正（正六位上相当）一名
- 佑（従七位下相当）一名
- 大令史（大初位上相当）一名
- 少令史（大初位下相当）一名
- 使部　十名
- 直丁一名
- 鼓吹戸　三百戸
- 鼓吹師
- 鼓吹生
- 吹部　三十四名
- 史生　二名　新設
- 大笛長上→鉦鼓長上
- 吹角長上